# Celebrity Eclipse
Le Celebrity Eclipse, est le 3e navire de classe Solstice à être construit sur le chantier naval Meyer Werft, pour la flotte de Celebrity Cruises.